# NGC 2174
NGC 2174（也稱為猴頭星雲）是在獵戶座的一個電離氫區 ，並且與疏散星團NGC 2175結合在一起。它與地球的距離大約是6,400光年。這個星雲可能是通過分層坍塌形成的。
NGC 2174和NGC 2175這兩個識別碼在使用上經常混淆不清。可能適用於整個星雲，或是最亮的結，或是它所包含的星團。伯納姆的天體手冊以2174/2175列出整個星雲，但沒有提到星團。NGC專案（對原始描述的註解工作）指定NGC 2174是位於 06 h  09 m  23.7s， + 20 °  39 ′  34″突出的結，和NGC 2175是整個星雲和星團的擴展。Simbad使用NGC 2174是星雲，而NGC 2175是星團

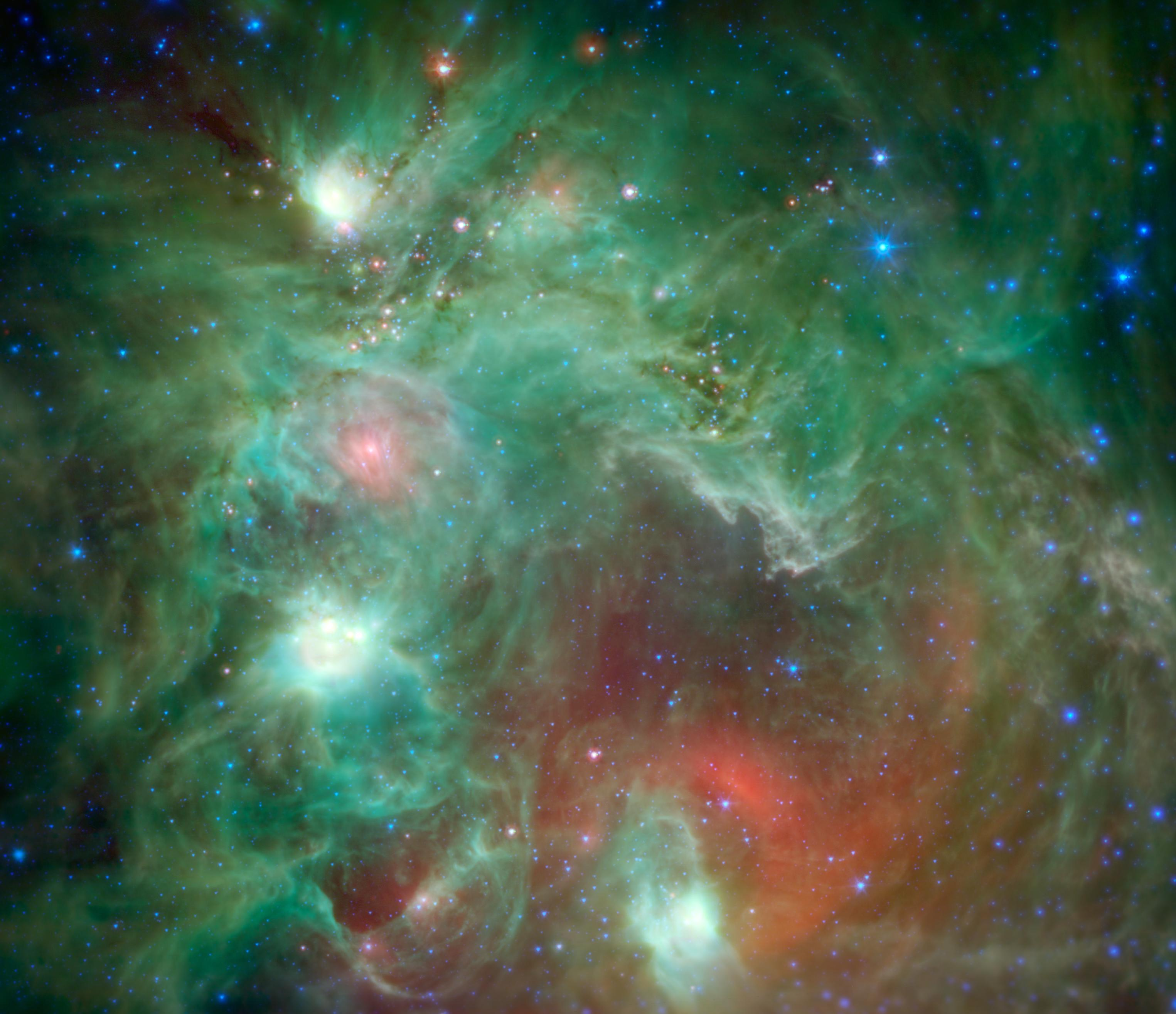
史匹哲太空望遠鏡看見的NGC 2174紅外線影像。

。

## 外部連結
- NASA Astronomy Picture of the Day: NGC 2174: Emission Nebula in Orion (8 December 2006)
- NASA Astronomy Picture of the Day: NGC 2174: Stars Versus Mountains (9 February 2011)
- Monkey Head Nebula at Constellation Guide（页面存档备份，存于）

 维基共享资源上的相關多媒體資源：NGC 2174
- NED – NGC 2174
- SEDS – NGC 2174
- SIMBAD – NGC 2174
- VizieR – NGC 2174